# 井上和雄 (実業家)
井上 和雄（いのうえ かずお、1931年12月25日 -  ）は、日本の経営者。三越社長を務めた。

## 来歴・人物
神奈川県出身。1954年に慶應義塾大学経済学部を卒業し、同年に三越に入社。1977年5月に取締役に就任し、常務、専務を経て、1998年1月に社長に就任。2002年1月に取締役を経て、同年5月に相談役に退いた。